# موتور جهانگیری
موتور جهانگیری یک منطقهٔ مسکونی در ایران است که در دهستان جلگه چاه هاشم واقع شده‌است.